# 大学生掏鸟案
2014年7月，河南郑州职业技术学院大一学生闫啸天和同乡朋友王亚军，在河南新乡辉县市高庄乡土楼村掏了鸟窝，卖给郑州、洛阳、辉县市的买鸟人。被掏的小鸟为国家二级保护动物燕隼。闫啸天获刑10年6个月。此案引发社会广泛关注，被称之为“大学生掏鸟案”。

## 经过
2014年7月14日，闫啸天和王亚军在土楼村一树林内非法猎捕燕隼12只（国家二级保护动物），后逃跑1只，死亡1只。2014年7月18日，闫啸天、王亚军卖到郑州7只，以150元价格卖给贠荣杰1只。闫啸天独自卖到洛阳市2只，卖了280元。7月26日，闫啸天从平顶山市人张某手中购买凤头鹰1只（国家二级保护动物）。7月27日，闫啸天和王亚军在土楼村一树林内猎捕燕隼2只及隼形目隼科动物2只。
2015年5月28日，辉县市法院一审判决，闫啸天犯非法猎捕珍贵、濒危野生动物罪、非法收购珍贵、濒危野生动物罪。数罪并罚，决定执行有期徒刑10年6个月，罚金一万元。王亚军犯非法猎捕珍贵、濒危野生动物罪，处有期徒刑10年。贠荣杰犯非法收购珍贵、濒危野生动物罪，判处有期徒刑一年，并处罚金人民币五千元。
2015年8月21日，三名被判决的当事人都选择了上诉。新乡市中级人民法院作出终审裁定：维持原判。
2015年12月，闫爱民对判决表示不服，希望法院能启动再审程序，向新乡市中院递交了申请。
2016年4月26日，新乡市中院又驳回了闫啸天父亲闫爱民的再审申诉。
2016年5月11日，闫爱民接受记者采访时称，他和该案另一被判刑青年王亚军的父亲王不井，于10日下午主动向河南省新乡市检察院自首，称他们在该案中向辉县市公检法办案人员及领导多次行贿。
2017年7月8日，河南高院驳回申诉，法官把（2017）豫刑申182号驳回申诉通知书交给了闫啸天父亲闫爱民。
2022年8月，王亚军出狱。
2023年5月27日，闫啸天出狱回家。因为表现良好，闫啸天服刑期间三次获减刑，服刑8年10个月。

## 法律
2022年4月，最高人民法院、最高人民检察院联合发布《关于办理破坏野生动物资源刑事案件适用法律若干问题的解释》，明确表示以往司法解释按照涉案动物的数量对相关犯罪的定罪量刑标准作了规定，不再唯数量论。

### 专题报道
百度跟进 —— 大学生掏鸟案 （页面存档备份，存于）